# لورينز فرايز
لورينز فرايز (بالألمانية: Lorenz Fries)‏ (و. 1489 – 1550 م) هو كاتب، ومؤرخ، وأمين الأرشيف ألماني، ولد في باد مرغنت‌هايم، توفي في فورتسبورغ، عن عمر يناهز 61 عاماً.